# Mohamed Abdullahi Mohamed
Mohamed Abdullahi Mohamed (somalski: Maxamed Cabdulaahi Maxamed Farmaajo, 11. ožujka 1962.) somalijski je diplomat i političar. Također, Mohamed je obnašao dužnost premijera Somalije od studenog 2010. do lipnja 2011. godine i dužnost predsjednika Somalije od 2017. do 2022. godine, te je osnivač i predsjednik političke stranke Tayo.

## Politička karijera
Mohamed je imenovan novim premijerom Somalije 14. listopada 2010. godine. Zamijenio je Omara Abdirashida Ali Sharmarka, koji je mjesec dana ranije podnio ostavku nakon dugotrajnog spora s predsjednikom. Poslanici u parlamentu su većinom od 297 glasova od ukupno 392 zastupnika odobrili Mohamedovo imenovanje 31. listopada. Prisegnuo je 1. studenoga 2010. godine,  na svečanosti održanoj u predsjedničkoj rezidenciji Villa Somalia.
Nakon mjeseci političke borbe između predsjednika Sharifa Ahmeda i predsjednika parlamenta Sharifa Hassana o tome hoće li održati predsjedničke izbore u kolovozu 2011. godine, dvojica su političara dogovorili sporazumom u Kampali 9. lipnja 2011. kako će se odgodili glasovanje za novog predsjednika i predsjednika parlamenta za jednu godinu u zamjenu za ostavku premijera u roku od trideset dana. Sporazum su podržali ugandski predsjednik Yoweri Museveni i posebni izaslanik UN-a Augustine Mahiga. Najava ostavke premijera Mohameda potaknula je brojne prosvjedima u raznim gradovima. Tisuće civila, mnogi vladini vojnici i neki zakonodavci marširali su ulicama Mogadishua, pozivajući na razrješenje predsjednika, predsjednika parlamenta i presjedavajućeg parlamenta. Mnoštvo je također zatražilo da premijer bude ponovno uspostavljen i opisalo Mohameda kao "jedinog iskrenog vođu posljednjih godina".  Prosvjednici su palili plakate UN-ovog povjerenika i pozivali glavnog tajnika UN-a da smjeni Mahiga zbog toga što su smatrali da krši somalijsku suverenost. U prosvjedima je poginulo najmanje pet osoba. Premijer Mohamed obratio se narodu putem državnog radija Mogadishu pohvalivši vojsku za brzoj reakciju i pozivajući svoje postrojbe na suzdržanost te prosvjednike na smirivanje stanja.
Premijer Mohamed objavio je 11. lipnja 2011. izjavu kojom je naznačeno da odluka iz Kampale treba biti predstavljena u parlamentu na raspravu i ocjenjivanje prema zakonima propisanim nacionalnim ustavom. Premijer je također izjavio da će odstupiti samo u slučaju ako zastupnici glasaju kako bi poduprli sporazum. Mohammed Abdullahi Mohamed 19. lipnja 2011. podnio je ostavku na mjesto premijera Somalije. 
Mohamed je kandidirao za predsjednika 2012. godine, ali je eliminiran u prvom krugu izbora. Na izborima 2017. njegova se kampanja temeljila na nacionalizmu, slobodi od gladi i porazu islamskog militantnog pokreta Al-Shabaaba. Mohamed je 8. veljače osvojio izbore glasovima većine članova parlamenta i senatora, prisegnuo je na dužnost 16. veljače. Tijekom njegove inauguracije, novi predsjednik Somalije pozvao je Al-Shabaabove borce i druge islamske militantne skupine da se predaju.